# White's Electronics
White's Electronics est une entreprise britannique spécialisée dans la fabrication de détecteur de métaux de loisirs. Elle est localisée en Écosse.